# Lino Janssen
Lino Janssen (Stein, 9 oktober 1991) is een Nederlands voormalige handbalspeler die gedurende zijn spelerscarrière uitkwam voor Limburg Lions. Hij begon met handbal in 2001 en doorliep de jeugdopleiding bij BFC voordat hij naar Limburg Lions ging. Tevens kwam hij enkele keren voor het Nederlands handbalteam uit. Janssen maakte op 10 mei 2021 in dagblad de Limburger bekend om na het seizoen 2020/21 te stoppen bij Lions.